# Svend Liebroth
Svend Liebroth er en tidligere dansk atlet. Han var medlem af Københavns IF.

## Danske mesterskaber
- Bronze 1954 Højdespring 1,75

## Personlige rekord
- Højdespring: 1,77 (1954)